# Leotești
Leotești – wieś w Rumunii, w okręgu Aluta, w gminie Bobicești. W 2011 roku liczyła 622 mieszkańców.